# Стефан Чавдаров
Стефан Иванов Чавдаров, наричан Чафето или Чавдара, е български революционер, драмски войвода на Вътрешната македоно-одринска революционна организация.

## Биография
Стефан Чавдаров е роден на 24 март 1883 година в Стара Загора. Завършва втори прогимназиален клас там и се присъединява към ВМОРО. Става четник при ахъчелебийския войвода Пейо Шишманов и участва в Илинденско-Преображенското въстание.
След потушаването на въстанието през 1904 година Стефан Чавдаров е определен за подвойвода в драмската чета на Михаил Даев. Там са още Пейо Гарвалов, Тодор Паница и Димитър Запрянов. През 1907 година Стефан Чавдаров става войвода на собствена чета от 18 души. Двете чети правят опит да пленят английския полковник Елиът, но акцията е осуетена от турската армия.
Стефан Чавдаров дава сражения на турски войски, наняколко пъти предаден от гъркомани, при селата Просечен и Плевня. След убийството на Михаил Даев през октомври 1907 година Стефан Чавдаров застава срещу групата на Яне Сандански. Неколкократно изпраща писма до Централния комитет и Задграничното представителство на ВМОРО срещу действията на Сандански.
В началото на 1908 година Стефан Чавдаров е назначен за войвода в Кривопаланечко, а след Младотурската революция през 1909 година Чавдаров заедно с Георги Занков и Дине Дробенов се опитва да възстанови организацията в Серския окръг, но четата им е разбита между селата Търлис, Карликьой и Кърчово от 20 жандари и милиционери българи, под водачеството на мюдюрина на Горно Броди Владимир Икономов, Таската Серски и Чудомир Кантарджиев. Чавдаров заедно с трима четници бяга в Драмско, Занков се спасява към Горноджумайско, където отново е разбит и ранен, а Дробенов заедно с четирима четници е арестуван. Арестуван е и лежи няколко месеца в затвор. След освобождението си участва във възстановяването на ВМОРО на Тодор Александров и в периода 1910 – 1912 година Стефан Чавдаров е войвода в Горноджумайско и Малешевско.
След започването на Балканската война през есента на 1912 година Стефан Чавдаров е начело на чета №14 на Македоно-одринското опълчение. Заедно с четите на Йонко Вапцаров, Георги Занков, Лазар Колчагов, Таско Кочерински, Михаил Чаков, Лазар Топалов, Андон Кьосето, Пейо Яворов и други оформят отряд, начело с Христо Чернопеев. Заедно с 12-а рота от 27-и Чепински полк отрядът атакува Мехомия. Чавдаров оглавява Струмския отряд на Опълчението.
| Струмски отряд на МОО с командир Стефан Чавдаров | Струмски отряд на МОО с командир Стефан Чавдаров | Струмски отряд на МОО с командир Стефан Чавдаров | Струмски отряд на МОО с командир Стефан Чавдаров | Струмски отряд на МОО с командир Стефан Чавдаров | Струмски отряд на МОО с командир Стефан Чавдаров |
| Номер                                            | Име                                              | Години                                           | Околия                                           | Селище                                           | Бележки                                          |
| ------------------------------------------------ | ------------------------------------------------ | ------------------------------------------------ | ------------------------------------------------ | ------------------------------------------------ | ------------------------------------------------ |
|                                                  | Артин Агоп                                       | 22                                               | Анадола                                          |                                                  |                                                  |
|                                                  | Ат. П. Рачков                                    | 18                                               | Пещерско                                         | Пещера                                           |                                                  |
|                                                  | Никола Северов                                   | 33                                               | Горна Джумая                                     |                                                  |                                                  |
|                                                  | Христо Илис                                      | 35                                               | Солунско                                         | Солун                                            |                                                  |

През Междусъюзническата война Чавдаров служи в 13-а кукушка дружина на Опълчението, а през Първата световна война служи в 67-и пехотен полк. След края на войната се оттегля от революционна дейност и се завръща в България. Умира преди 1 август 1944 година.